# Brickellia cylindracea
Brickellia cylindracea là một loài thực vật có hoa trong họ Cúc. Loài này được A.Gray ex Engelm. mô tả khoa học đầu tiên.